# Gericke Group

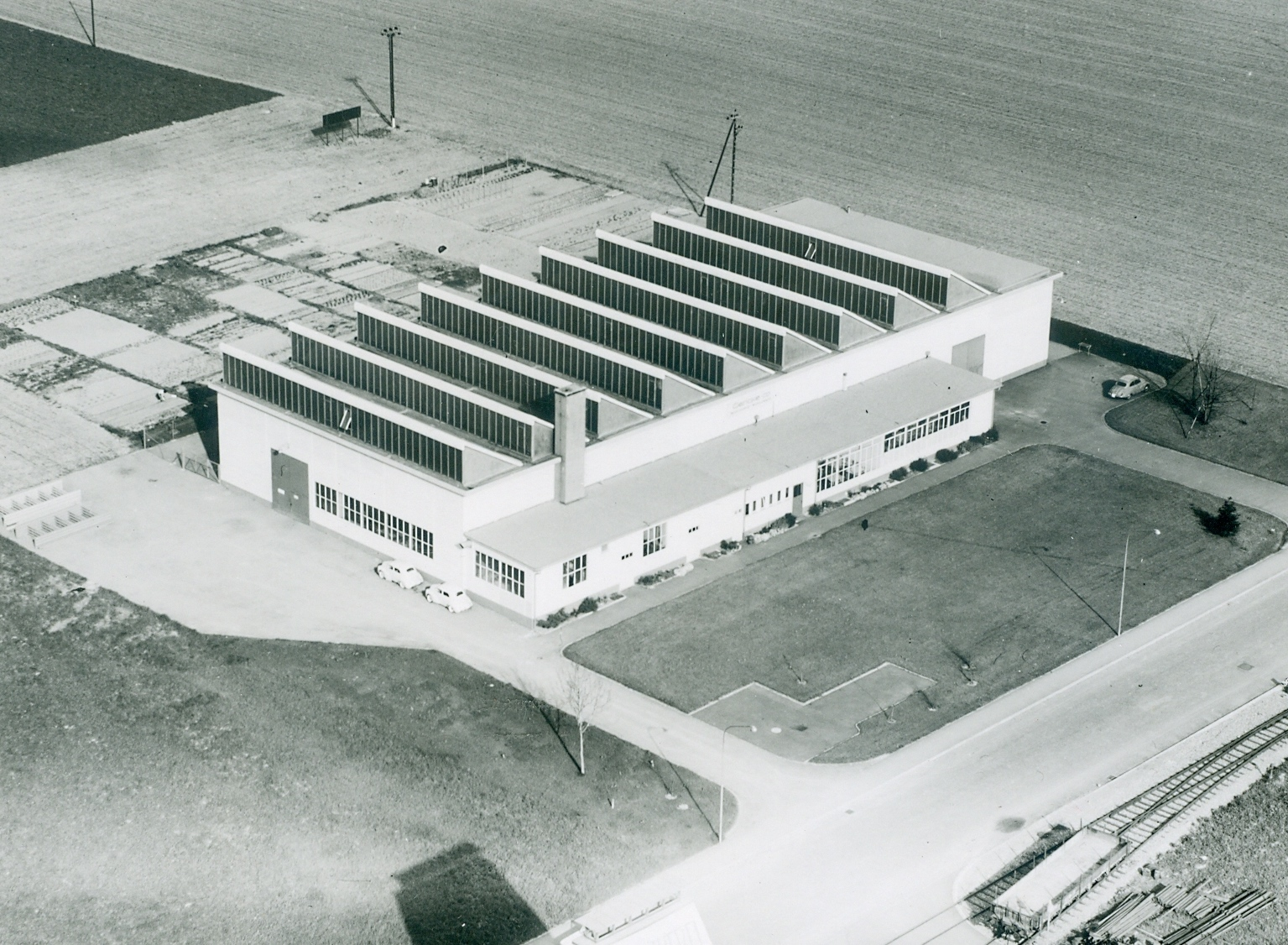
Gericke AG Fabrik Regensdorf August 1960

Die Gericke AG ist ein mittelständisches Familienunternehmen im Bereich Maschinen- und Anlagenbau mit Hauptsitz in Regensdorf (Schweiz). Das nicht börsenkotierte Unternehmen fertigt und vertreibt Anlagen für Schüttguthandling und -verarbeitung sowie zugehörige Maschinen für die Pharma-, Lebensmittel-, Chemie- und Grundstoffindustrie. In den letzten Jahren sind auch vermehrt Lösungen im Bereich Energie und Umwelt hinzugekommen, wie z. B. Aktivkohledosierung in Abwasserreinigungen und in der Batterieherstellung.

## Geschichte

Walther H. Gericke im Jahr 1894 mit 38 Jahren

Im Jahre 1894 gründete Walther H. Gericke die «W. Gericke, Maschinenfabrik, Schleiferei und verwandte Industrien» im Industriegebiet von Zürich. Zu dieser Zeit gehörten Getreidemühlen zu den ersten Industrien, die automatische Förderanlagen für Schüttgüter einsetzten.
Ab 1924 führten die beiden Söhne des Firmengründers, Otto H. Gericke und Walter H. Gericke, das Unternehmen weiter. Das Unternehmen begann zu expandieren, und die Brüder erwarben ein neues Grundstück, das Sihlquai 73–75, in der Nähe des Zürcher Hauptbahnhofs. Zusammen mit dem Ingenieur O. Soder entwickelte das Unternehmen Gericke einen revolutionären Walzenstuhl, der durch die patentierte Gewichtsregulierung es ermöglichte, feinere und backfähigere Mehle und somit verbesserte Mehlausbeuten für die Müller zu produzieren.
Zu Beginn der 1940er Jahre entwickelte Gericke neue pneumatische Förderer für feine Schüttgüter und wurde zu einem der Pioniere in der pneumatischen Passagenförderung. Das dabei entstandene Know-how erwies sich als essenziell für die Erschliessung neuer Märkte, insbesondere in der Nahrungsmittelindustrie.
Im Jahr 1954 trat Willi Gericke, einer der beiden Söhne von Otto H. Gericke, in das Unternehmen ein. Zwei Jahre später, im Jahr 1956, folgte ihm sein Bruder Hermann Gericke. Damit übernahm die dritte Generation der Familie Gericke Verantwortung im Unternehmen.
Im Jahre 1957 baute Gericke eine neue Fabrik an der Althardstrasse 120 in Regensdorf (Schweiz). Gericke war somit das erste Unternehmen, das in diese Stadt in der Nähe von Zürich zog.
1966 entdeckte Hermann Gericke bei einem Besuch in London einen neuen Vertikalmischer, der danach direkt in Lizenz genommen wurde und somit der Firma den Einstieg in neue Anwendungen in der Nahrungsmittel- und Gross-Chemieindustrie erlaubte.
Die folgenden Jahrzehnte waren geprägt durch die Gründung oder Übernahme von Tochtergesellschaften in Europa sowie verschiedenste Entwicklungen in verschiedenen Bereichen der Schüttgut-Technologie.
- 1965 Gründung der Gericke GmbH in Rielasingen (DE)
- 1971 Gründung von Powtek Ltd, später umbenannt in Gericke Ltd in Manchester (UK).
- 1977 Gründung der Gericke S.A.S. in Argenteuil (FR)
- 1991 Übernahme der Firma Solids Handling BV in Hoevelaken (ab 1993 Gericke BV) (NL) und des Herstellers von Zellenradschleusen RotaVal Ltd. in Chippenham (UK).

1993 trat der heutige CEO Markus H. Gericke in das Unternehmen ein und startete als Geschäftsführer der Gericke S.A.S. in Frankreich.
- 1993 Gründung Gericke Pte. Ltd. in Singapur

1996 übernahm Markus Gericke von seinem Vater Hermann Gericke die Konzernleitung. Zu diesem Zeitpunkt stand fest, dass weder seine drei Geschwister noch die Kinder von Willi Gericke in das Familienunternehmen eintreten wollten.
- 2002 Eröffnung Verkaufsbüros in Jakarta (ID)
- 2005 Eröffnung Verkaufsbüros in Bangkok (TH)
- 2008 Eingliederung der Gericke (Shanghai) Pte. Ltd. (CN)
- 2010 Gründung Gericke (Brasil) Ltda. in São Paulo (BR)
- 2015 Gründung Gericke (USA) Inc. in Somerset (NJ)
- 2025 Gründung PT Gericke Indonesia Powder Solutions (ID)

2021 zeichnete EY Schweiz zum 24. Mal herausragende Schweizer Unternehmer aus. Dabei wurde Markus Gericke von der Jury als Gewinner der Kategorie «Family Business» geehrt, «weil er mit seinem Einsatz eine Tradition aufrechterhält, für die die Schweiz in der ganzen Welt geschätzt und bewundert wird».

## Standorte
Die Gericke AG ist eine Holding und unterhält folgende Tochterunternehmen (Stand Juli 2025):
- Produktionsstandorte
  - Gericke AG (Regensdorf, CH)
  - Gericke RotaVal (Chippenham, UK)
  - Gericke Ltd. (Ashton-under-Lyne, UK)

- Allgemein
  - Gericke Brasil Ltda. (Santo André-SP, Brasilien)
  - Gericke (Shanghai) Pte Ltd. (China)
  - Gericke USA, Inc. (Somerset NJ,  Vereinigte Staaten)
  - Gericke Pte. Ltd. (Bangkok, Thailand)
  - PT Gericke Indonesia Powder Solutions (Jakarta, Indonesien)
  - Gericke Pte. Ltd. (Singapur, Malaysia)
  - Gericke B.V. (Hoevelaken, Niederlande)
  - Gericke S.A.S. (Argenteuil, Frankreich)
  - Gericke GmbH (Rielasingen, Deutschland)